# Chinalco
Chinalco este cel mai mare producător de aluminiu din China.
Cu sediul în Beijing, Chinalco operează în 21 de provincii ale Chinei și deține subsidiare sau birouri în 9 țări de pe 5 continente.
Compania are peste 200.000 de angajați și venituri estimate la 18,3 miliarde dolari pentru anul 2007.